# نرت ویندم (مین)
نرت ویندم(به انگلیسی: North Windham) شهری در ایالت مین کشور ایالات متحده آمریکا است که جمعیت آن در سرشماری سال ۲۰۱۰ میلادی، ۴٬۹۰۴ نفر بوده‌است.